# Aéroport d'Ioujno-Sakhalinsk
L'aéroport de Ioujno-Sakhalinsk (russe : Аэропорт Южно-Сахалинск, (code IATA : UUS • code OACI : UHSS)), aussi appelé Aéroport Khomoutovo (Хомутово), est un aéroport desservant la ville de Ioujno-Sakhalinsk, située sur l'île russe de Sakhaline. L'aéroport fut établi en 1945 en tant que base aérienne. Avec une piste en béton de 3 400 mètres, un terminal de passagers et deux terminaux de fret, l'aéroport de Ioujno-Sakhalinsk est le principal aéroport de l'Oblast de Sakhaline.

## Installations
Situé à 18 mètres au-dessus du niveau de la mer, l'aéroport dispose d'une piste orientée 01/19 en béton de 3 400 mètres de long et 45 de large.

## Situation
| \| 50 km1:1 791 000 \| Koursk Abakan Anapa Pskov Arkhangelsk Astrakhan Barnaoul Belgorod Blagoveshchensk Bratsk Grozny Guelendjik Iakoutsk Iékaterinbourg Ijevsk Ioujno-Sakhalinsk Irkoutsk Kaliningrad Kazan Kemerovo Khabarovsk Khanty-Mansiïsk Krasnodar Krasnoïarsk Magadan Magnitogorsk Makhachkala Mineralnye Vody Mirny Moscou · SVO Moscou · DME Moscou-VKO Mourmansk Narian-Mar Nijnekamsk Nijnevartovsk Nijni Novgorod Noïabrsk Alykel Novokouznetsk Novossibirsk Novy Ourengoï Omsk Orenbourg Oufa Oulan-Oude Oulianovsk Perm Petropavlovsk-Kamtchatski Rostov · sur-le-Don Sabetta Saint-Pétersbourg Salekhard Samara Saratov Simferopol Sotchi Sourgout Stavropol Kyzyl Syktyvkar Tcheliabinsk Tchita Tioumen Tomsk Vladivostok Volgograd Voronej |
| 50 km1:1 791 000 |

| 50 km1:1 791 000 |

|  |  | v · d · m |

## Compagnies aériennes et destinations

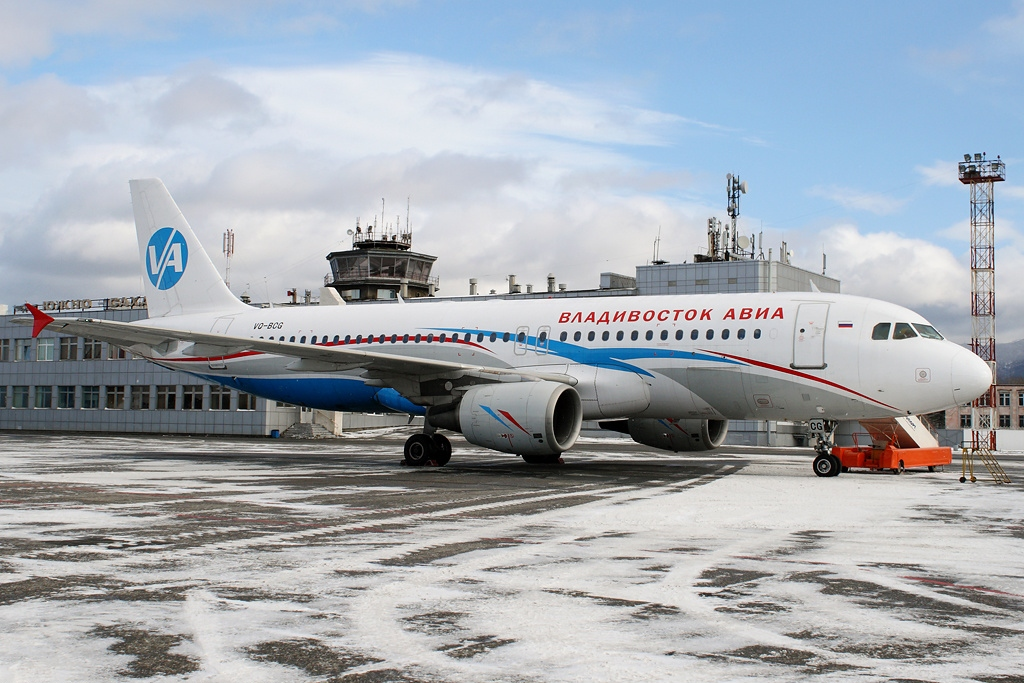
Airbus A320 de Vladivostok Air en stationnement de l'aéroport de Ioujno-Sakhalinsk.

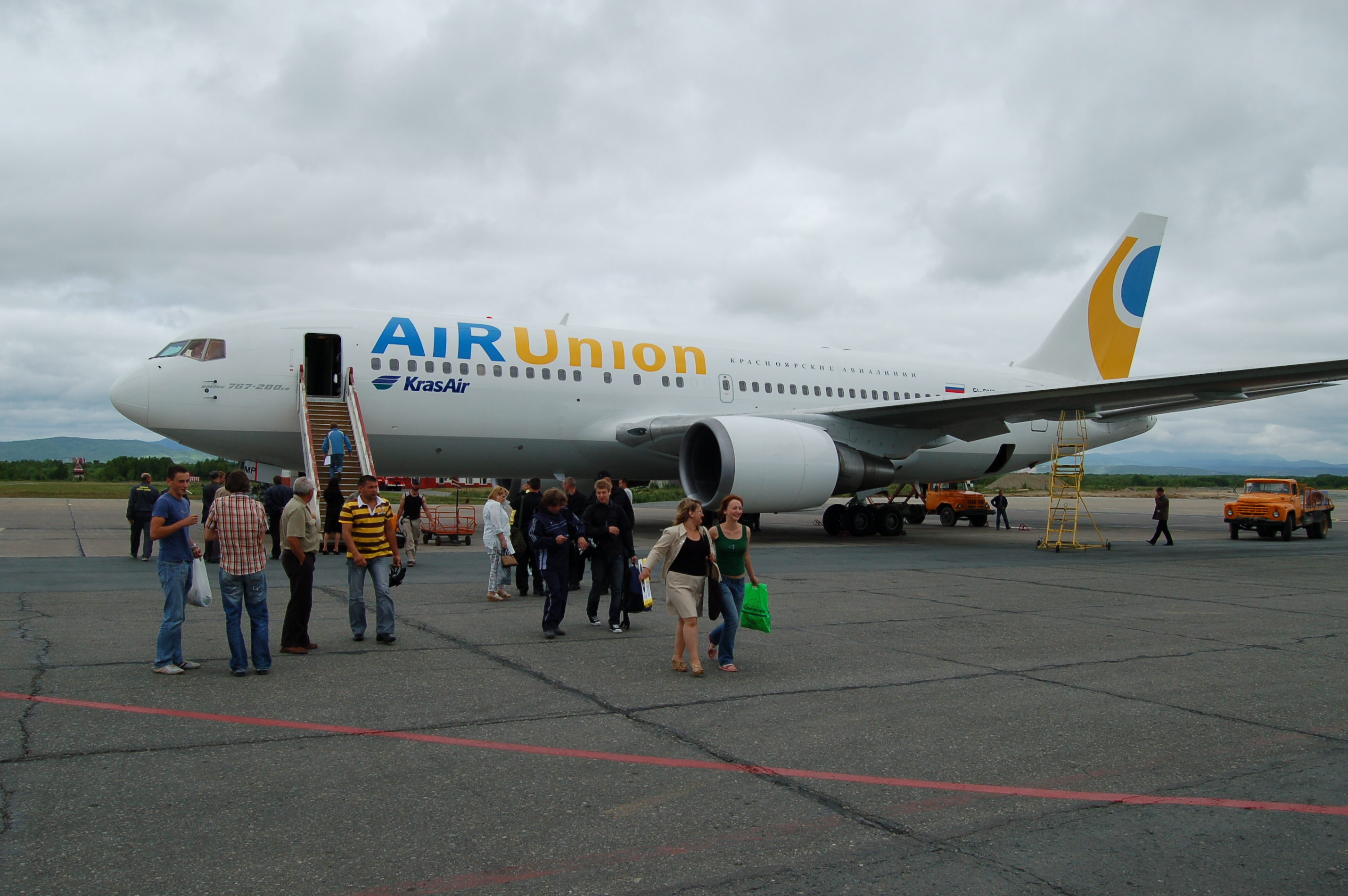
Boeing 767-200 de KrasAir sous la bannière AiRUnion à l'aéroport de Ioujno-Sakhalinsk.

### Passagers
| Compagnies                          | Destinations |
| ----------------------------------- | --- |
| Aeroflot                            | Moscou Chérémétiévo |
| Aeroflot opéré par Aurora           | Harbin Taiping, Khabarovsk, Petropavlovsk-Kamtchatski-Iélizovo, Séoul-Incheon, Vladivostok                                                              |
| Aeroflot opéré par Rossiya Airlines | Moscou-Vnoukovo |
| Aurora                              | Blagovechtchensk-Ignatiévo, Bogorodskoïé (ru), Itouroup (ru), Okha (en), Shin-Chitose, Ioujno-Kourilsk Mendeleïev (ru) En saison charter : Osaka-Kansai |
| KrasAvia                            | Blagovechtchensk-Ignatiévo |
| Nordwind Airlines                   | En saison charter : Bangkok-Suvarnabhumi, Cam Ranh |
| S7 Airlines                         | Vladivostok |
| S7 Airlines opéré par Globus        | Novossibirsk-Tolmatchevo, |
| Saravia                             | Komsomolsk-sur-l'Amour |
| Yakutia Airlines                    | En saison : Khabarovsk, Tokyo-Narita |

Édité le 28/02/2018

### Cargo
| Compagnies  | Destinations  |
| ----------- | ------------- |
| Air Incheon | Séoul-Incheon |

## Statistiques
Pour des raisons techniques, il est temporairement impossible d'afficher le graphique qui aurait dû être présenté ici.

Voir la requête brute et les sources sur Wikidata.